# Загороднюк Федір Іванович
Фе́дір Іва́нович Загородню́к (нар. 12 лютого 1922, Гунча — пом. 13 березня 2017, Херсон) — український художник і графік; член Спілки художників України з 1978 року.

## Біографія
Народився 12 лютого 1922 року в селі Гунчі (тепер Гайсинський район Вінницької області, Україна). У 1941 році закінчив Херсонське училище мистецтв. Брав участь у німецько-радянській війні. 1950 року закінчив Київський художній інститут (викладачі Георгій Меліхов, Карпо Трохименко). Від 1954 року працював у Херсонському товаристві художників.
З 1950 року брав участь в обласних, всеукраїнських, всесоюзних та зарубіжних мистецьких виставках. Персональні — у Херсоні (1973, 1982, 1992, 1998—1999, 2002, 2007), Києві (1998).
Помер у Херсоні 13 березня 2017 року.

## Творчість
Автор портретів, пейзажів, тематичних картин:
- «Прозріла» (1956);
- «В. Філатов» (1956);
- «В. Строганов» (1957);
- «Механізатор Г. Байда» (1960);
- «Генерал-майор Г. Вєхін» (1967);
- «Мати» (1969);
- «Диспетчер» (1969);
- «Академік Л. Гребень» (1973);
- «Командир крейсера „Червоний Крим“ контр-адмірал О. Зубков» (1974);
- «Комбайнер М. Брага» (1981);
- «Подвиг курсантів під Сталінградом у 1942 році» (1983);
- «Автопортрет» (1985);
- «Останній рубіж» (1990);
- «Народний художник України О. Шовкуненко» (1998);
- «В. Чуприна» (1998);
- «Надвечір'я. Збур'ївські плавні» (1998);
- «Я. Голобородько» (1999);
- «За Соборну Україну» (2001);
- «Народний артист України Л. Литвиненко» (2005);
- «Найрідніші» (2005);
- «Скульптор Ю. Степанян» (2006);
- «Учителька (Дружина художника)» (2008);
- «Наш Кличко» (2008);
- серія графічних портретів.

Окремі роботи зберігаються у Херсонському краєзнавчому музеї, Музеї академіка В. Філатова при Інституті очних хвороб і тканинної терапії АМНУ в Одесі.

## Відзнаки
- Нагороджений орденом Вітчизняної війни І ступеня (6 квітня 1985), медаллю «За бойові заслуги» (17 лютого 1972)[3];
- Дипломант Міністерства культури та мистецтв України і Національної Спілки художників України (2001)[2];
- Заслужений художник України з 2008 року[4];
- Почесний громадянин Херсона (рішення Херсонської міської ради № 1470 від 12 вересня 2014 року; за активну життєву позицію, бездоганні моральні і ділові якості, високі творчі здобутки, якими він прославляє Херсон і вносить вагомий внесок у набуття ним привабливих і сприятливих умов для проживання його мешканців, високі патріотичні почуття до рідного міста і до України)[5].